# Варшавка (Новосергієвський район)
Варша́вка (рос. Варшавка) — село у складі Новосергієвського району Оренбурзької області, Росія.

## Населення
Населення — 155 осіб (2010; 162 у 2002).
Національний склад (станом на 2002 рік):
- росіяни — 73 %